# Цефалий
Цефалий (от греч. κεφαλή — голова) — это особая зона цветения некоторых растений семейства Кактусовые (Cactaceae). Они представляют собой часть или участок побега, который отличается морфологически от вегетативных частей и других участков побега. Цефалии формируются апикальной меристемой только у растений, перешедших из вегетативного или виргинильного периода онтогенеза в генеративный период онтогенеза. Цветки у кактусов с цефалиями формируются только из меристемы ареол цефалии. Цефалии образуются у родов, таких как мелокактус, дискокактус, аррожадоа, эспостоя и некоторых других.

## Классификация
Существуют три основных типа цефалий:
1. Терминальный, или верхушечный, или настоящий цефалий – верхняя генеративная часть побега, которая формируется у растений родов мелокактус и дискокактус.
2. Кольцевой цефалий – это часть побега, имеющая форму кольца. Он образуется у кактусов родов аррожадоа и leucostele.
3. Латеральный, или боковой цефалий – обычно формируется на одной стороне побега и затрагивает несколько ребер. Этот тип характерен для родов эспостоя, микрантоцереус и некоторых других.

## Формирование и строение
Терминальный цефалий образуется у мелокактусов и дискокактусов спустя несколько лет после посева семян. Первые годы формируется шаровидная или слегка удлиненная вегетативная часть побега, с зеленой эпидермой и устьицами в ней, отчетливыми (у всех мелокактусов и части дискокактусов) ребрами, ареолами с коротким опушением и с небольшим количеством типичных для вида колючек. С переходом растений в генеративный период онтогенеза апикальная меристема становится меньшего диаметра и начинает формировать резко отличающуюся часть побега – терминальный цефалий. Эта часть побега характеризуется не только меньшим диаметром, но и изменением листорасположения (ареолы располагаются очень плотно, нет ребер), в ареолах формируется множество длинных волосков и щетинообразных колючек, образующих плотный слой толщиной около 1 см, не пропускающий свет к стеблевой части цефалия. У мелокактусов волоски и щетинообразные колючки чаще красновато-коричневатых оттенков, но у некоторых видов бывают белые цефалии (например, у Melocactus albicephalus, M.caesius, M.glaucescens, M.schatzlii). У дискокактусов волоски цефалия беловатого цвета, а щетинообразные колючки – темного, вплоть до черноватого. У некоторых дискокактусов в ареолах цефалия формируются мощные колючки (например, у Discocactus cephaliaciculosus). Эпидерма цефалия с незначительным количеством устьиц. Нет хлоренхимы.
Цветки в терминальном цефалии формируются, в основном, в верхней его части, меристемой сравнительно молодых генеративных ареол. Очень редко цветки формируются меристемой ареол нижней части цефалия.
Иногда апикальная меристема взрослого мелокактуса возвращается к вегетативному росту, образуя часть побега, похожую по анатомии и морфологии на ранее образовавшуюся вегетативную часть побега, только меньшего диаметра, но вскоре снова возвращается к формированию цефалия.
Терминальный цефалий мелокактусов и дискокактусов может дихотомически ветвиться. Терминальный цефалий мелокактусов чаще длиной 5-12 см, есть виды с длиной цефалия 18-25 см, а максимальные значения приводятся для M.communis – до 1 метра. Цефалии дискокактусов короткие, до 7 см длиной.
Кольцевой цефалий формируется апикальной меристемой достигших зрелости кактусов рода аррожадоа и растений Stephanocereus leucostele. В апикальной меристеме по окружности формируется какое-то количество генеративных ареол, эта часть побега отличается меньшей высотой ребер, расстоянием между ними, количеством и цветом формирующихся в генеративных ареолах волосков и щетинообразных колючек. На этом этапе формирование кольцевого цефалия сходно с формированием терминального цефалия, и его еще называют временным терминальным цефалием. Но апикальная меристема у видов с кольцевыми цефалиями вскоре возвращается к вегетативному росту. Такое чередование вегетативных и генеративных частей побега повторяется не один раз за время жизни побега. В зависимости от условий окружающей среды вегетативные части могут иметь разную длину. Так как кольцевой цефалий имеет диаметр меньше диаметра вегетативных частей побега, побег приобретает членистый облик. Цветки формируются не только в самом верхнем (молодом) кольцевом цефалии, но и в сформировавшихся ранее (более старых).
Латеральный цефалий представляет собой участок побега из нескольких ребер с генеративными ареолами, который формируется одним из секторов апикальной меристемы, чаще всего на наиболее освещенной стороне побега. Как правило, количество ребер существенно не изменяется: в меристеме закладывается точно такое же количество ребер, что и раньше, только с генеративными ареолами. Ребра латерального цефалия имеют меньшую высоту, поэтому он выглядит как бы «вдавленным» в побег. Ширина типичного латерального цефалия может составлять от 1/3 всех ребер побега (чаще всего) до половины ребер. Длина латерального цефалия составляет от 40 см у кактусов рода Buiningia, до нескольких метров у крупных цереусов, например, Cephalocereus columna-trajani. Иногда на одном побеге формируется два латеральных цефалия на противоположных сторонах побега. Цветки в латеральных цефалиях могут формироваться меристемой более молодых генеративных ареол (в верхних участках цефалия), и более старых (в нижних участках цефалия).

## Значение
Цефалий защищает развивающиеся цветки и плоды от иссушения и вредителей. Благодаря яркой окраске цефалий многих мелокактусов может служить для привлечения опылителей. Выполняет функцию соцветия, но не является соцветием.